# Enigma-T

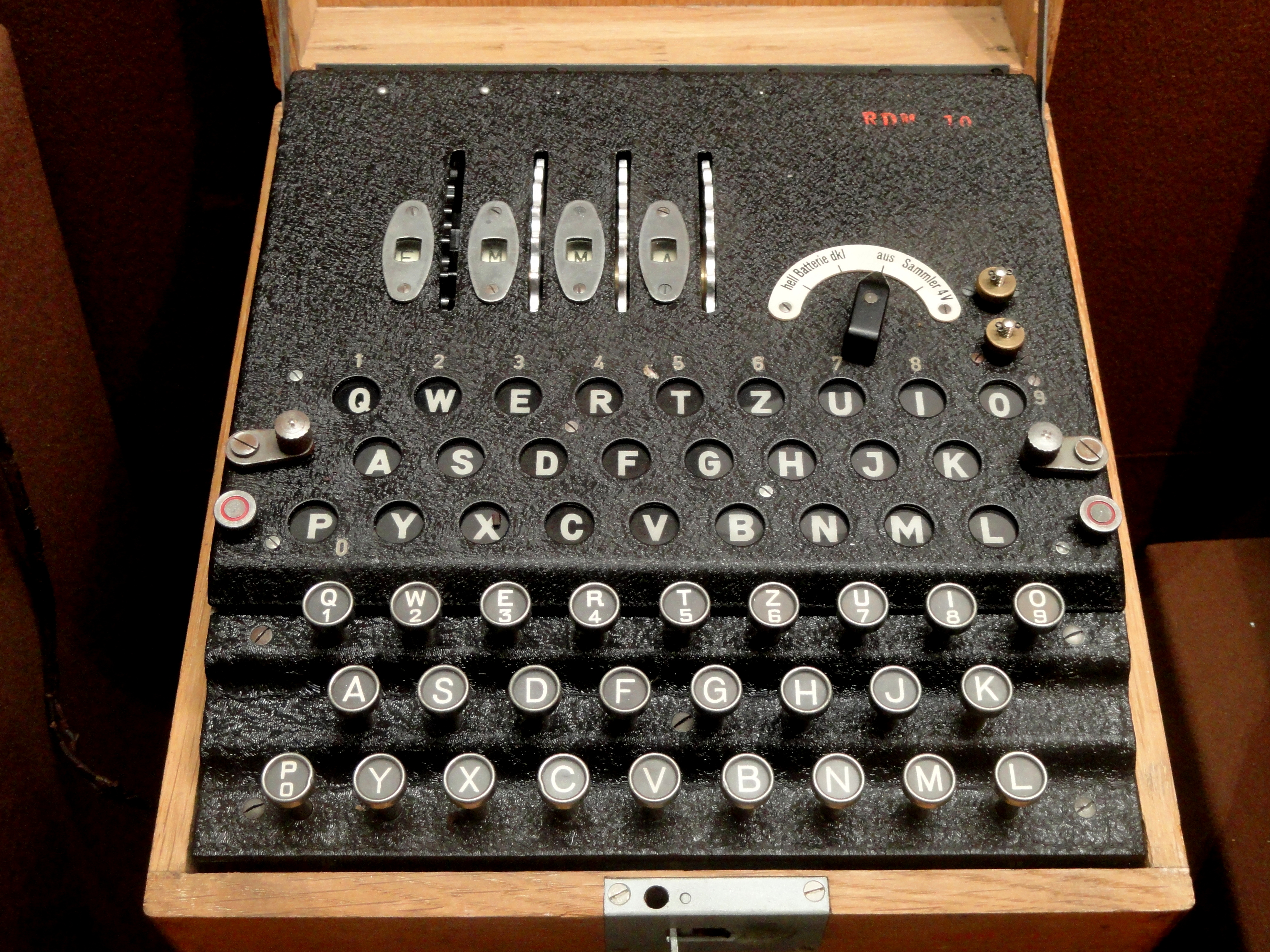
Enigma-T („Tirpitz“) im Nationalen Kryptologischen Museum der USA

Die Enigma-T (geschrieben auch: Enigma T und bezeichnet auch als Tirpitz-Enigma, kurz Tirpitz; von den Japanern Tirupitsu; alliierter Deckname Opal) war eine Rotor-Schlüsselmaschine aus dem Jahr 1942, die im Zweiten Weltkrieg speziell für den Nachrichtenverkehr der beiden Kriegsverbündeten Deutschland und Japan konzipiert war. Sie wurde nach Großadmiral Alfred von Tirpitz auch als Tirpitz-Maschine bezeichnet. Nicht verwechselt werden darf sie mit dem in Japan entwickelten Enigma-Nachbau San-shiki Kaejiki.

## Aufbau

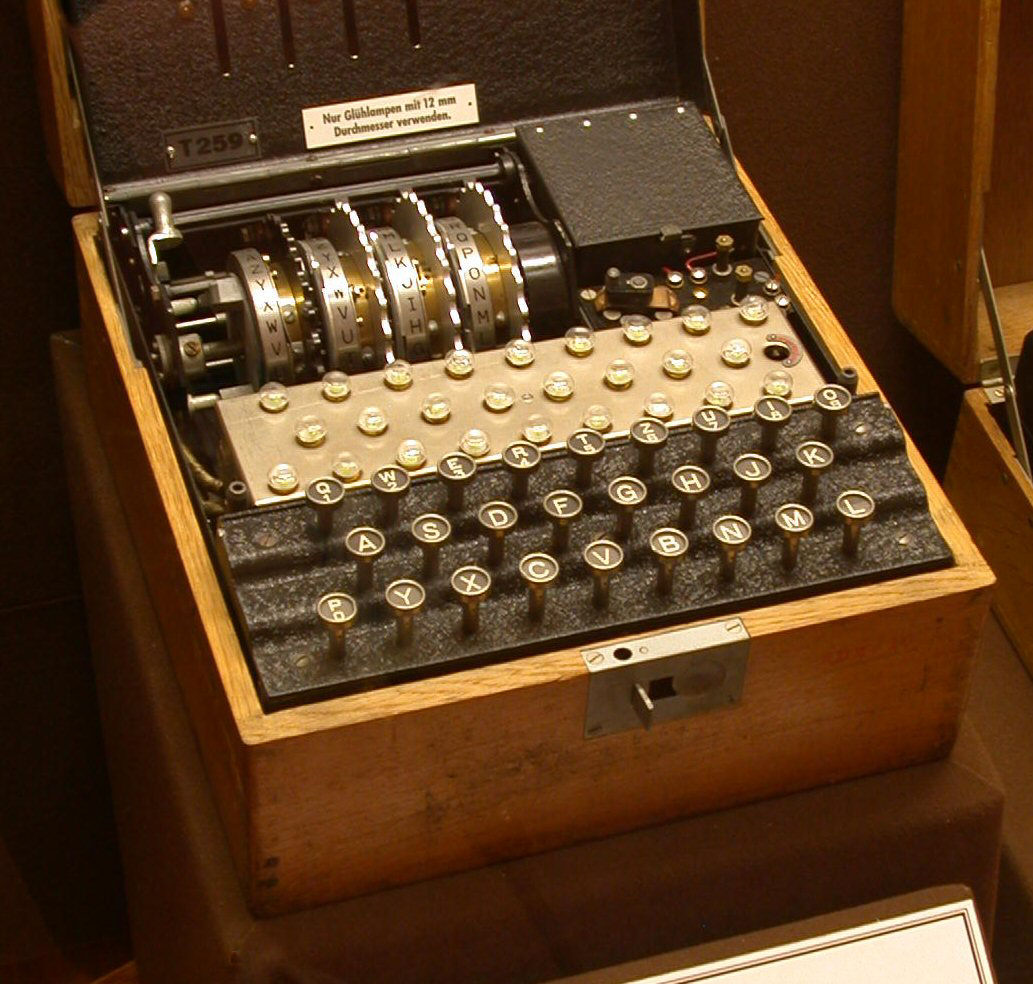
Bei geöffnetem Deckel erkennt man links die setzbare Umkehrwalze

Die Enigma-T basierte auf dem kommerziellen Modell Enigma‑K. Wie dieses, aber im Gegensatz zu den von der deutschen Wehrmacht während des Krieges eingesetzten Modellen Enigma I, Enigma‑M3 und Enigma-M4, verfügte die Enigma-T über kein Steckerbrett. Als kryptographische Besonderheit im Vergleich zu den üblichen Wehrmachts-Enigmas wies sie jedoch eine „setzbare“ (einstellbare, jedoch nicht rotierende) Umkehrwalze auf.
Die Enigma-T verwendete ferner einen exklusiven Walzensatz, bei dem die acht zur Verfügung stehenden unterschiedlichen Walzen nicht nur eine einzige Übertragskerbe (wie die Walzen I bis V der Enigma I) oder zwei Kerben (wie die Walzen VI bis VIII der Enigma-M4) aufwiesen, sondern über fünf Übertragskerben verfügten. Daraus folgte ein wesentlich häufigeres Weiterschalten der mittleren und der linken Walze als bei den meisten übrigen Enigma-Modellen. Dies erhöhte die kombinatorische Komplexität der Maschine und stärkte die kryptographische Sicherheit. Von den acht Walzen wurden schlüsselabhängig drei ausgewählt und in die Maschine eingesetzt. Darüber hinaus war die ganz rechts im Walzensatz befindliche Eintrittswalze völlig anders verdrahtet als bei allen anderen Enigma-Modellen. Die genaue Verdrahtung der Walzen der Enigma-T (wie auch für andere Enigma-Modelle) ist im Artikel zu den Enigma-Walzen angegeben.
Nicht förderlich für die Chiffriersicherheit war die durch die irreguläre Bewegung des mittleren Rotors verursachte Verkürzung der Schlüsselperiode und damit auch des Schlüsselraumes der Grundstellungen der Rotoren auf 26*21*26 = 14.196 Chiffrierschritte. Die Grundstellungen des Reflektors kommen als Faktor 26 hinzu. Der Schlüsselraum der Ringstellungen lag konstant bei 676 pro Walzenlage (5 und 26 sind teilerfremd), wodurch die Maschine insgesamt 26*8*7*6*676 = 5.905.536 verschiedene Schlüsselperioden bereitstellte. Ungünstig für die Chiffriersicherheit war die Tatsache, dass sich die fünf Kerben bei den acht Rotoren nicht stets bei den gleichen Buchstabenpositionen des Buchstabenringes befanden.
Der Schlüsselraum der Enigma T berechnet sich zu: 8 × 7 × 6 × 26 × (26 × 21 × 26) × 676 = 83.834.989.056 bzw. 36,29 Bit.
Ein nicht involutorisches Steckerbrett hätte diesen Schlüsselraum um Faktor 26! erhöht auf etwa 125 Bit, eine zusätzlich steckbare UKW sogar auf 168 bit.
Tasten und Lampen waren, wie bei fast allen anderen Enigma-Modellen, in einer QWERTZ-ähnlichen Belegung angeordnet. Die oberste Zeile entsprach gleichzeitig den Ziffern von 1 bis 9, das P entsprach der Ziffer 0.
```
 Q   W   E   R   T   Z   U   I   O
   A   S   D   F   G   H   J   K
 P   Y   X   C   V   B   N   M   L

```

## Geschichte

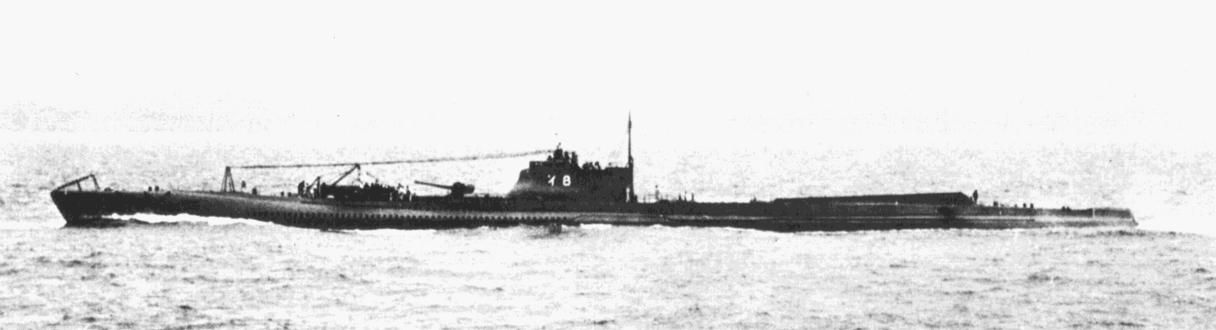
Japanisches U-Boot I-8 (1939)

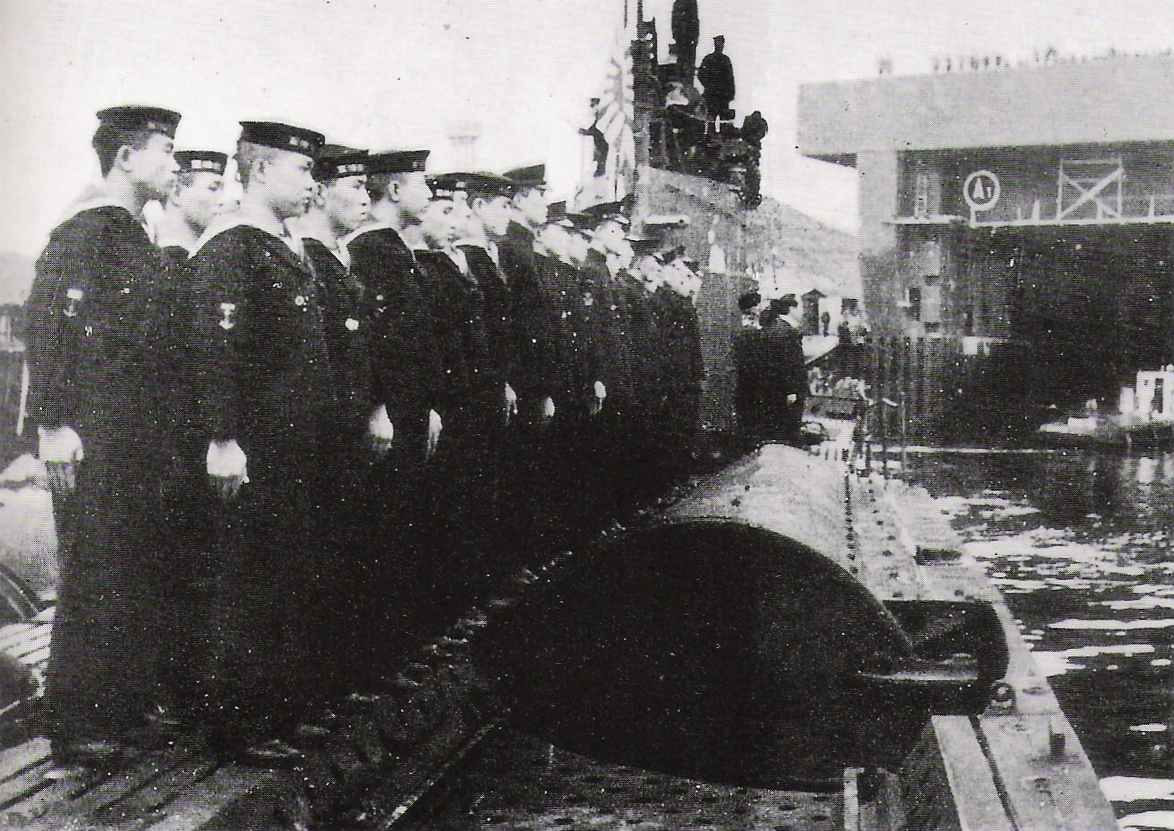
I-8 in Brest (1943)

Nach dem japanischen Angriff auf Pearl Harbor am 7. Dezember 1941 und der kurz darauf erfolgten Kriegserklärung Deutschlands an die USA vom 11. Dezember 1941 verständigten sich das Japanische Kaiserreich und das Deutsche Reich im August 1942 in einem geheimen Abkommen darauf, ihren geheimen Nachrichtenverkehr zukünftig mit einer besonderen Maschine zu verschlüsseln. Als Decknamen für das neue System wählten sie „Tirpitz“ und die dazugehörigen Schlüsseltafeln wurden als „Gartenzaun“ bezeichnet.
Zehn Tirpitz-Maschinen gelangten mithilfe des japanischen U-Boots I‑30 zusammen mit Schlüsselanleitungen und Gartenzaun-Schlüsseltafeln im Rahmen einer Yanagi-Mission am 13. Oktober 1942 nach Singapur und später nach Japan. Die restlichen 40 Enigma‑T gingen beim Untergang des U‑Boots am selben Tag verloren.
Eine zweite Lieferung von 169 Maschinen erreichte Japan am 21. Dezember 1943 an Bord von I‑8, einem anderen japanischen U‑Kreuzer.
Am 1. August 1943 war das Tirpitz-System in Betrieb genommen worden. Die ersten Schlüssellisten, die hierzu zum Einsatz kamen, hießen „Gartenzaun I“ und sie blieben bis zum Ende des Jahres gültig. Mit dem Neujahrstag 1944 wurden sie durch „Gartenzaun II“ abgelöst. Die Alliierten bemerkten den mit Tirpitz verschlüsselten Funkverkehr zum ersten Mal im März 1944. Sie fingen bis zum August 1944 etwa 20 Funksprüche ab.
Im August 1944, also kurz nach der Landung in der Normandie (Operation Overlord), wurden von alliierten Truppen in der Nähe der französischen Hafenstadt Lorient, die der deutschen Kriegsmarine als U-Boot-Stützpunkt diente, in einem Lagerschuppen 70 Enigma‑T-Maschinen erbeutet. Diese lagen dort für den Versand nach Japan bereit. Aber das japanische U-Boot I‑52, das sie abholen sollte, war kurz zuvor versenkt worden, nachdem es sich noch am 23. Juni mit dem deutschen U-Boot U 530 im Atlantik getroffen hatte. Vermutlich irrtümlich wurden die T‑Modelle daraufhin von den Deutschen nicht weggeschafft und fielen so in die Hände der Alliierten. Bereits am 2. September 1944 erreichten die ersten Exemplare das amerikanische Op‑20‑G, eine spezielle kryptanalytische Arbeitsgruppe der US‑Navy, mit Hauptsitz in der amerikanischen Hauptstadt Washington. Dort begann sofort die Kryptanalyse der Maschine.

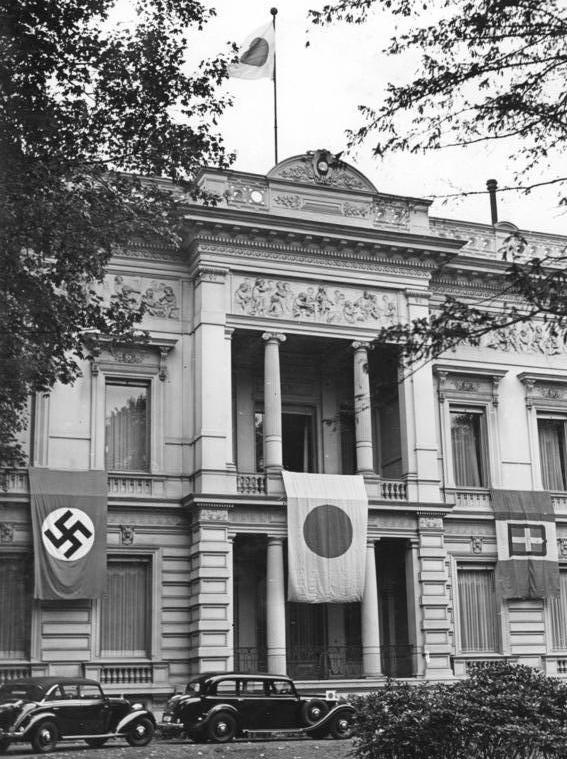
Die japanische Botschaft in Berlin (1940)

Die noch im Jahr 1944 abgefangenen Tirpitz-Funksprüche konnten jedoch erst im darauffolgenden Jahr ab März 1945 gebrochen werden. Die alliierten Erfolge beschränkten sich auf den Bruch des mit der Enigma‑T verschlüsselten Funkverkehrs japanischer Marineattachés zwischen ihren Vertretungen in Europa, wie in Bern, Stockholm, Lissabon und Madrid, hauptsächlich aber der japanischen Botschaft in Berlin, und Tokio, alliierte Codebezeichnung „JNA‑1“. So erlangten die Alliierten in den letzten Kriegswochen Informationen über die deutschen Verteidigungsbemühungen in und um die Hauptstadt direkt aus Lageberichten, die von der japanischen Botschaft in Berlin nach Tokio gesendet wurden. Der Funkverkehr zwischen dem OKM und der japanischen Marine, genannt „JNA‑18“, hingegen konnte nicht gebrochen werden. Die Entzifferung der Enigma‑T wurde durch das (im Gegensatz zu den anderen Wehrmachts-Modellen) fehlende Steckerbrett begünstigt. Aufgrund ihrer kryptographisch starken Merkmale, wie setzbare Umkehrwalze, acht völlig neu verdrahtete unterschiedliche Walzen und insbesondere fünf Übertragskerben pro Walze sowie dem vergleichsweise geringen Nachrichtenverkehr und der damit verknüpften geringen Anzahl von Cribs, gelang die Entzifferung für JNA‑18 jedoch nicht.
Hätte die Maschine auch noch über ein Steckerbrett verfügt, oder sogar – wie geplant – über die steckbare Umkehrwalze D, dann wäre sie womöglich praktisch „unbrechbar“ gewesen. Der Historiker und Kryptologe Dan Girard vermutet für diesen Fall: „It is doubtful that the Allies could have broken it“ (deutsch „Es ist zweifelhaft, dass die Alliierten sie hätten brechen können“). Dies entspricht bereits früher geäußerter Meinungen britischer Codebreaker aus Bletchley Park, wie Gordon Welchman und Peter Twinn. Welchman kommentierte: „We would have been in grave trouble if each wheel had had two or three turnover positions instead of one“ (deutsch „Wir hätten gravierende Probleme bekommen, wenn jede Walze zwei oder drei Übertragskerben gehabt hätte statt [nur] eine“). Und Twinn schrieb: „they certainly missed a trick in not combining multiple-turnover wheels with Steckerverbindungen“ (deutsch „sie [die Deutschen] verpassten sicherlich einen Kniff dadurch, dass sie nicht Walzen mit mehreren Übertragskerben und die Steckerverbindungen kombinierten“).